# Eric T. Hansen

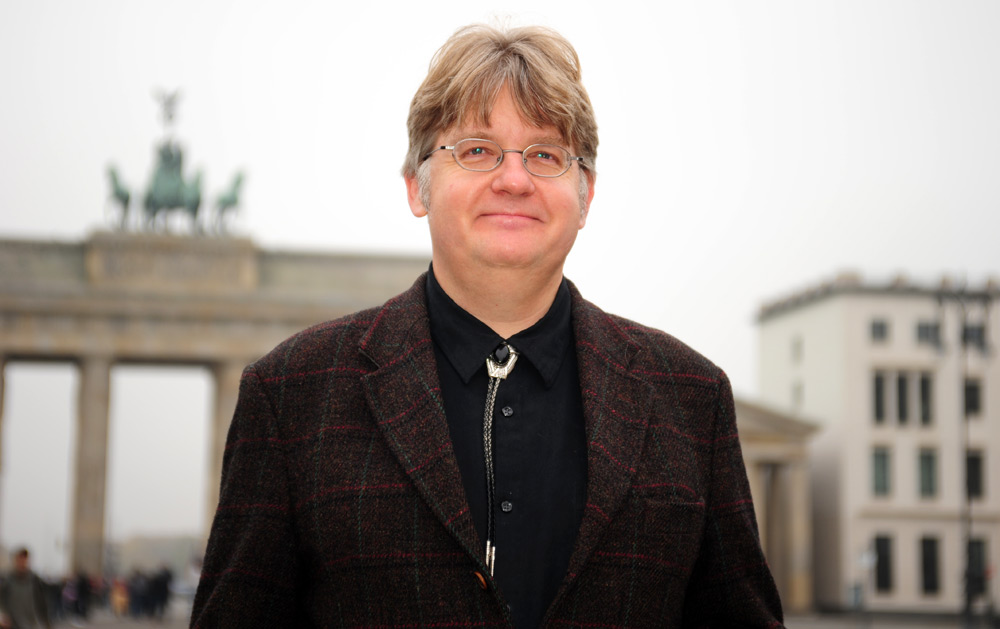
5. November 2008: Eric T. Hansen am Brandenburger Tor

Eric T. Hansen (* 3. Juli 1960 in Bellingham, Washington) ist ein amerikanischer Autor, Journalist und Satiriker, der in Berlin lebt und auf Deutsch publiziert.

## Leben
In Washington geboren, wuchs Hansen ab dem sechsten Lebensjahr in Kailua (Hawaii) auf. Als Mormone erzogen, missionierte er ab 1981 in der Bundesrepublik Deutschland. Nach einer Selbstaussage
sprach er mit 30 sein letztes Gebet. In Deutschland lernte er auch seine zukünftige Frau kennen. 1983 kehrte er nach Hawaii zurück, um sein Linguistikstudium an der University of Hawaii fortzusetzen. Noch im selben Jahr kehrte er Hawaii endgültig den Rücken, um zu heiraten.
Zunächst studierte er in Düsseldorf, später an der Ludwig-Maximilians-Universität München Literatur des deutschen Mittelalters und erwarb 1989 seinen Magister. Danach arbeitete er als freiberuflicher Journalist im Bereich Kultur und Medien. Seine Artikel erschienen unter anderem in The European, Variety, The Hollywood Reporter, The Washington Post, Cicero und Süddeutscher Zeitung. 1989 trat er aus der Kirche der Mormonen aus.
Seit 2000 schreibt Hansen hauptsächlich Bücher, betreibt mehrere Blogs und verfasst Artikel für deutsche und amerikanische Zeitungen. Hansen ist geschieden und lebt mit seiner Lebensgefährtin und Co-Autorin Astrid Ule in Berlin.

## Themen und Arbeitsweise
Sein erstes humoristisches Sachbuch Die Nibelungenreise – Mit dem VW-Bus durchs Mittelalter beschreibt eine zwölfmonatige Reise im VW-Bus durch Deutschland auf der Suche nach Spuren des Mittelalters. Hansens weitere Sachbücher Planet Germany – Eine Expedition in die Heimat des Hawaii-Toasts und Deutschland-Quiz – Alles, was Sie über dieses Land wissen sollten und nie zu fragen wagten nehmen sich „exotischer“ deutscher Gepflogenheiten aus der Sicht eines Amerikaners an. Dabei sieht er sich in der Tradition von Schriftstellern wie Art Buchwald oder Mark Twain.
Hansens Bücher basieren auf intensiver journalistischer Recherche, die zur Grundlage satirischer Übertreibungen und bis ins Absurde weitergedachter Besonderheiten seiner Studienobjekte wird – der ‚Methode Hansen’, wie Henryk M. Broder es auf Spiegel Online bezeichnete. Allerdings litt sein Ruf 2014, als er in einer Kolumne für Die Zeit einen Bild-Artikel über die Ausschreitungen in Rostock-Lichtenhagen 1992 aus dem Gedächtnis falsch zitierte. Bei allen Texten arbeitet Astrid Ule als Lektorin mit, bei Deutschland-Quiz war sie Co-Autorin. Von ihr stammen auch die Illustrationen zu Planet Germany und Deutschland-Quiz. Nibelungenfieber ist der erste satirische Roman, den Hansen und Ule als Team zusammen geschrieben haben.

## Hula Ink
2015 gründete Hansen seinen Mikroverlag Hula Ink für zumeist kurze literarische Werke, die keinen Printverlag finden. Obwohl Hula Ink in der Regel E-Books herausbringt, veröffentlichte der Verlag 2017 seine erste gedruckte Publikation, Hansens langen Essay Losing my Religion auf Englisch und Deutsch.

## Ule Hansen
2016 begann Hansen gemeinsam mit Astrid Ule eine Thriller-Reihe unter dem Pseudonym Ule Hansen zu schreiben. Unter dem Titel Neuntöter erschien im gleichen Jahr der erste Band der Berlin-Trilogie um die Ermittlerin Emma Carow.

## Werke

### Sachbücher
- Planet Germany. Eine Expedition in die Heimat des Hawaii-Toasts. Fischer, Frankfurt am Main 2006, ISBN 3-596-17324-8.
- Die Nibelungenreise. Mit dem VW-Bus durchs Mittelalter. Piper, München 2007, ISBN 978-3-492-24556-2.
- Deutschland-Quiz. Alles, was Sie über dieses Land wissen sollten und nie zu fragen wagten. Fischer, Frankfurt am Main 2007, ISBN 978-3-596-17684-7.
- Nörgeln! Des Deutschen größte Lust. Fischer Taschenbuch, Frankfurt am Main 2010, ISBN 978-3-596-17859-9.
- Forbetter your English: Englisch für Deutsche. Langenscheidt, ISBN 978-3-468-73821-0.
- Planet Mittelalter: Ein Amerikaner auf Zeitreise in Deutschland. National Geographic Taschenbuch, München 2010, ISBN 978-3-492-40393-1 (Neuauflage von Die Nibelungenreise).
- mit Astrid Ule: Planet Amerika: Ein Ami erklärt sein Land. Bastei Lübbe, Köln 2012, ISBN 978-3-404-60692-4.
- Die ängstliche Supermacht: Warum Deutschland endlich erwachsen werden muss. Bastei Lübbe, Köln 2013, ISBN 978-3-431-03874-3.
- Losing my Religion: Die Mormonen und ich. ISBN 978-3-946213-11-6.

### Romane
- Nibelungenfieber. Roman. Scherz, Frankfurt am Main 2009, ISBN 978-3-502-10187-1.

### Thriller
Emma-Carow-Reihe
- Neuntöter. Thriller. (mit Astrid Ule, unter dem Pseudonym "Ule Hansen") Heyne, München 2016, ISBN 978-3-453-43804-0.
- Blutbuche. Thriller. (mit Astrid Ule, unter dem Pseudonym "Ule Hanse"), Heyne, München 2018, ISBN 978-3-453-43805-7.